# 阿部一二三
阿部一二三（日语：／ Abe Hifumi，1997年8月9日—）是日本柔道運動員，出生于兵库县神户市。现世界排名第五位，曾獲得兩屆世界柔道錦標賽冠軍。畢業於日本體育大學，現在隸屬於俱樂部普客二四。妹妹阿部詩也是柔道運動員，2018年的世界柔道锦标赛中兄妹二人同时拿下各自级别的世界冠军，传为佳话。2020年東京奧運，兄妹二人於同一天摘金，為日本史上第一次，也是柔道史上第一次。

## 外部連結
- JudoInside.com （页面存档备份，存于）
- 阿部一二三的X（前Twitter）
- 阿部一二三的Instagram帳戶